# Mirjana Tabak
Mirjana Tabak (djevojački: Kovčo, Tomislavgrad, 10. listopada 1972. - Split, 12. kolovoza 2025.) bila je hrvatska košarkašica, članica hrvatske košarkaške reprezentacije. Tri je puta proglašavana najboljom hrvatskom košarkašicom (1999., 2000., 2002.)

## Karijera

### Klupska
Prvu je utakmicu odigrala u Livnu, a nakon nekoliko sezona prešla je u Split. U igračkoj karijeri najviše je sezona igrala za ŽKK Gospić, deset, s kojim je osvojila i regionalnu ligu (WABA). Osim s Gospićem, državna prvenstva Hrvatske osvajala je i s Croatijom, Montmontažom i Šibenikom. Igrala je i žensku Euroligu i Eurokup.

### Reprezentativna
Sudjelovala je na prvom završnom turniru ženskog europskog prvenstva na kojima je igrala Hrvatska, Europskome prvenstvu 1995..
Osvojila je zlato na Mediteranskim igrama 1997. godine.
Bila je sudionicom kvalifikacijskog ciklusa za EP 1999. godine.
Za hrvatsku reprezentaciju upisala je osamdesetak nastupa.